# Тролльхауген
Тролльхауген — (норв. Troldhaugen; Холм Троллей) — дом норвежского композитора Эдварда Грига, расположенный около его родного города, Бергена. Прах композитора и его жены захоронен в горной могиле около дома. Дом, рабочая избушка, усадьба и окружающая местность — теперь открытый музей Грига, государственное учреждение Норвегии.
Сам композитор назвал этот дом своим лучшим творением и активно участвовал в его создании, хотя здание было разработано его троюродным братом, архитектором Шаком Буллем. Вилла построена в модном по тому времени викторианском стиле с просторной верандой и башней. На крыше башни установлен флагшток, где развевался норвежский флаг каждый раз, когда Григ был дома. Большие окна позволяют впускать много света и воздуха в дом. Первый этаж открыт для посещений и включает мемориальную комнату, столовую, гостиную и веранду.
Недалеко от дома Эдвард Григ построил небольшой флигель, так называемую Хижину Композитора, где он мог уединиться и где было создано немало прекрасных музыкальных произведений. В 1985 году в небольшой долине неподалёку от виллы был построен концертный зал Тролльзален. Возле входа в концертный зал находится памятник Эдварду Григу работы Ингебригта Вика. Ежегодно в Тролльзалене проводится около 300 концертов классической музыки.
Новое здание музея было построено в 1995 году. В нём находится выставка, открытая в 2007 году и посвященная жизни и творчеству Эдварда Грига, администрация, а также небольшой сувенирный магазин. В наши дни музейный комплекс Тролльхауген включает виллу, рабочий флигель композитора, могилу Эдварда и Нины Григ, концертный зал и музей.

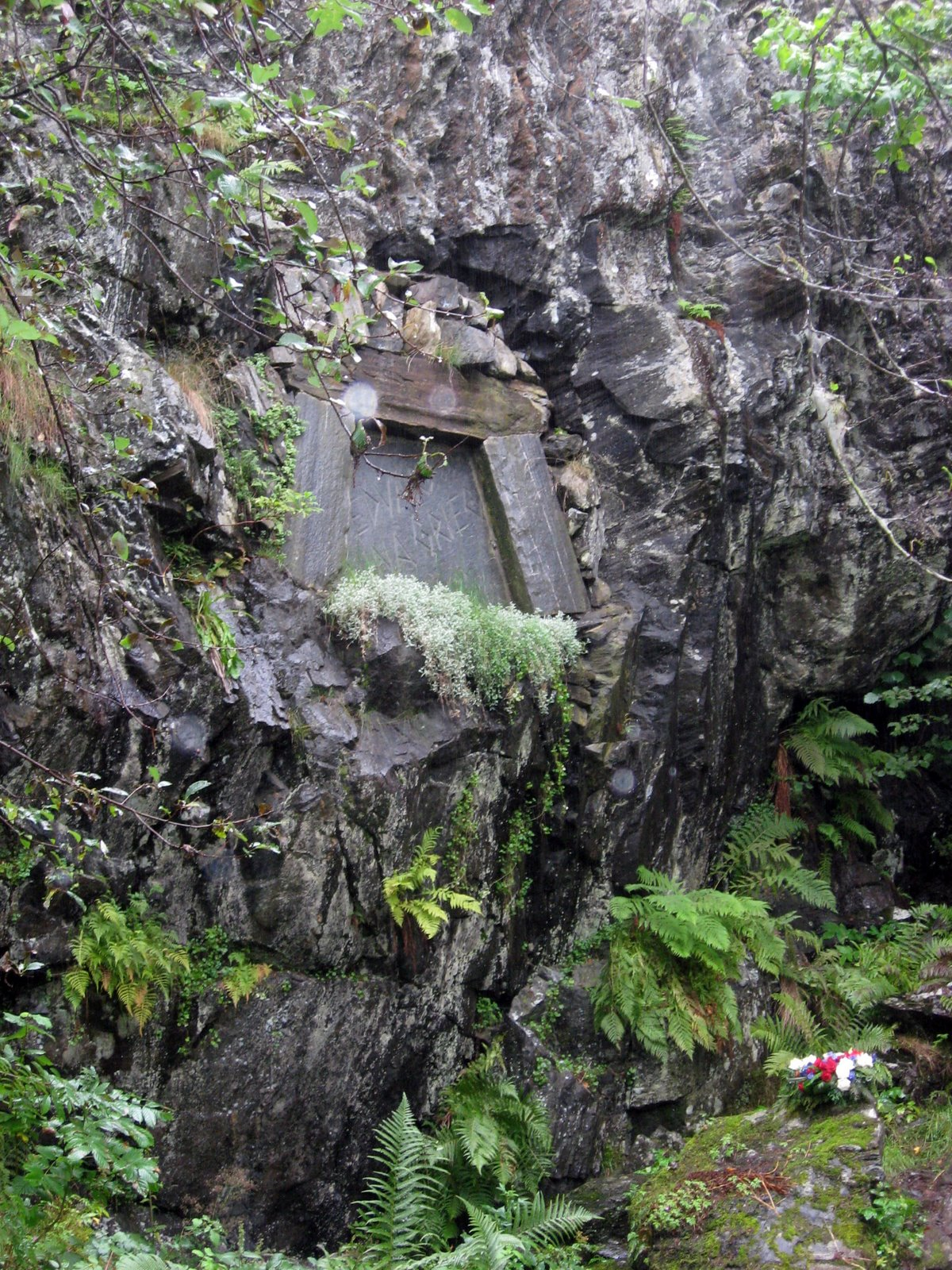
Могила Грига и его жены в Тролльхаугене
Интерьер рабочего кабинета Грига в Тролльхаугене